# Armando Bó junior

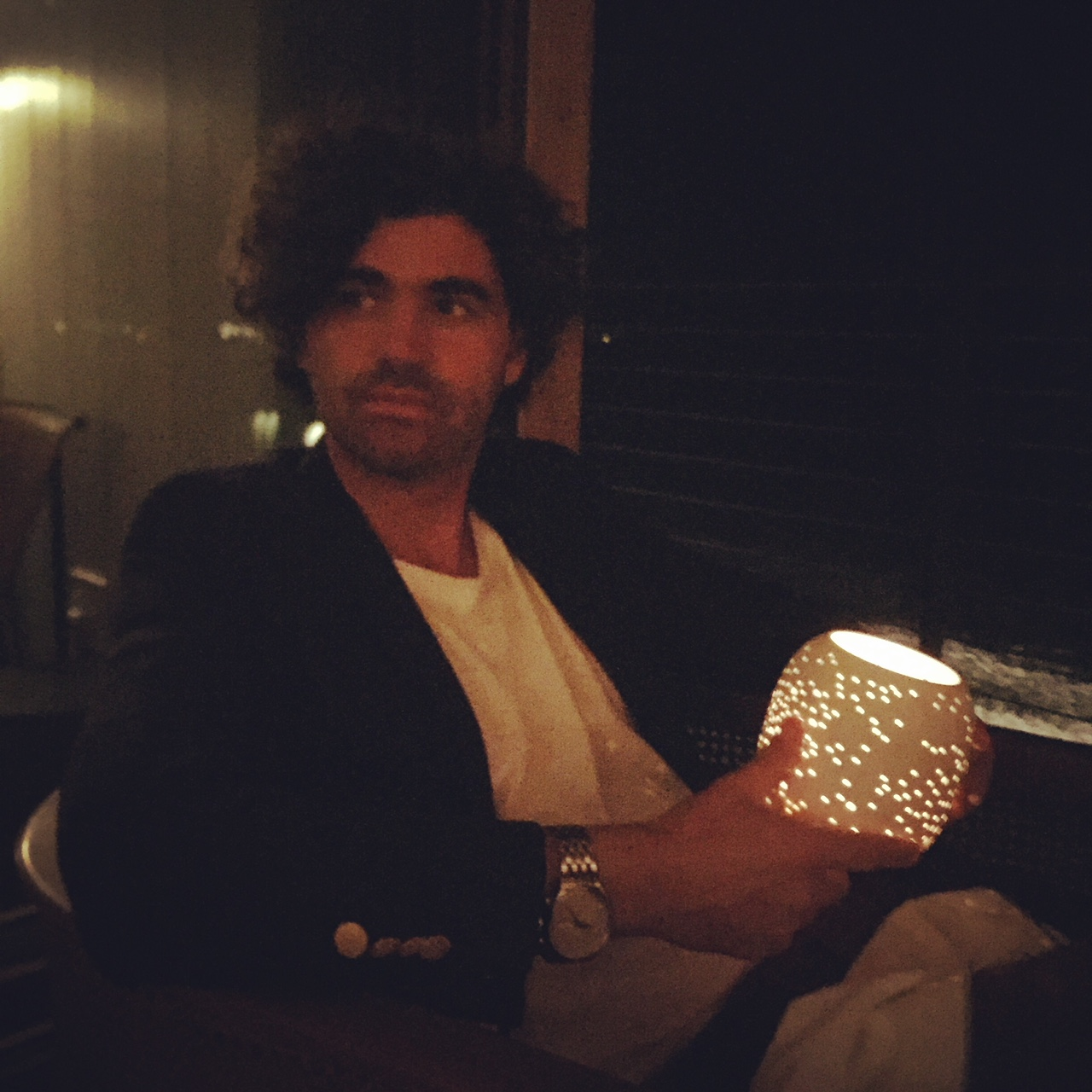
Armando Bo

Armando Bó junior (auch Armando Bó oder Armando Bo, nicht zu verwechseln mit seinem Großvater Armando Bó) ist ein argentinischer Drehbuchautor, Filmregisseur und Filmproduzent. Bó gewann bei der Oscarverleihung 2015 zusammen mit drei anderen Autoren mit Birdman oder (Die unverhoffte Macht der Ahnungslosigkeit) den Oscar für das beste Originaldrehbuch.
Er ist der Sohn des Regisseurs und Schauspielers Víctor Bó und Enkel des Regisseurs Armando Bó. Er verfasste das Drehbuch von Birdman zusammen mit seinem Cousin Nicolás Giacobone sowie Alexander Dinelaris, Jr. und dem Regisseur Alejandro González Iñárritu. Bó war ebenfalls an der Produktion des Films beteiligt. Er hatte zuvor an dem Drehbuch für Biutiful mitgeschrieben sowie 2012 als Regisseur, Produzent und Drehbuchautor an dem Film El último Elvis gearbeitet. Die vier Filmemacher von Birdman arbeiten derzeit an der Fernsehserie The One Percent, deren erste Staffel vom amerikanischen Fernsehsender Starz bestellt wurde.